# Casa de Szilágyi
La Casa de Szilágyi (en rumano: Silaghi) es una casa nobiliaria húngara que jugó un papel importante en la historia del Reino de Hungría y Transilvania.

## Miembros importantes
- Conde Miguel Szilágyi, regente del Reino de Hungría
- Isabel Szilágyi, Reina madre de Hungría, esposa del regente húngaro Juan Hunyadi y madre del rey Matías Corvino de Hungría
- Jusztina (Ilona) Szilágyi,[4] Princesa consorte de Valaquia esposa del Vlad Tepes, Príncipe de Valaquia[5]